# فيكتوريا أميرة بروسيا
كانت فيكتوريا أميرة بروسيا (فريدريكه أماليا فيلهلمين فيكتوريا؛ 12 أبريل 1866 - 13 نوفمبر 1929) الابنة الثانية لفريدرش الثالث، الإمبراطور الألماني وزوجته فيكتوريا، أميرة بريطانيا وإمبراطورة ألمانيا، والابنة الكبرى لفيكتوريا ملكة المملكة المتحدة. وُلدت كعضو من آل هوهنتسولرن الملكيين في بروسيا، وأصبح اسمها الأميرة أدولف شاومبورغ ليبي بعد زواجها الأول في عام 1890.
نشأت فيكتوريا على يد والدتها في بيئة مترابطة وليبرالية ومحبة للإنجليز، ووقعت في حب ألكسندر الأول باتنبرغ، أمير بلغاريا، ولكن لاقت العلاقة معارضة كبيرة ولم يتزوج الثنائي أبدًا. عانت فيكتوريا من اضطرابات الأكل، بعد انتهاء صداقتها بألكسندر، ولم يحالفها الحظ في إيجاد زوج مناسب. تزوجت في النهاية بالأمير أدولف شاومبورغ ليبي. توفي أدولف خلال الحرب العالمية الأولى، قبل عامين من انتهاء القيصرية الألمانية. تسببت الأميرة في فضيحة ملكية في عام 1927، بزواجها من طالب جامعي يصغرها بـ 35 عامًا. توفيت عن عمر يناهز 63 عامًا في بون.

## النشأة

### الميلاد والتعميد
وُلدت فيكتوريا في 12 أبريل 1866 في القصر الجديد في بوتسدام، لولي العهد الأمير فريدرش ويليام وولية العهد فيكتوريا أميرة بريطانيا وإمبراطورة ألمانيا. كان والدها الابن الوحيد للملك فيلهلم الأول ملك بروسيا والأميرة أوغستا من ساكس-فايمار-آيزناخ؛ كانت والدتها، فيكتوريا («فيكي»)، الابنة الكبرى لفيكتوريا ملكة المملكة المتحدة وقرينها الأمير ألبرت. عُمدت فيكتوريا في القصر الجديد باسم فريدريكه أماليا فيلهلمين فيكتوريا في 24 مايو 1866، وهو عيد ميلاد جدتها الملكة فيكتوريا، التي كانت أيضًا أحد عرابيها. كان جدها ملك بروسيا وماري أميرة هوهنتسولرن زيغمارينغن من بين الرعاة. أسمتها عائلتها «موريتا» أو «فيكي الصغيرة».
كتبت الملكة فيكتوريا بعد ولادة الأميرة فيكتوريا، رسالة إلى ابنتها فيكتوريا أميرة بريطانيا وإمبراطورة ألمانيا ذكرت فيها أنها سعيدة بتسمية حفيدتها باسمها:
كتبت فيكتوريا إلى فيكي: «إنني في غاية السرور والتأثر لأن الطفلة العزيزة الجديدة (وأدعو الرب أن تبقى طفلة لعمر مديد!) ستُسمى على اسمي، فلا أنكر كيف آلمني كثيرًا أن أطفالًا أربعة ولدوا بلا أن يُسمى أيّ منهم باسم أحد والديك. ومع ذلك فأنا أعلم أنه لم يكن بيدك حيلة».

### الشباب والتعليم
كانت فيكتوريا الطفلة الخامسة لوالديها والابنة الثانية. توفي سيجيسموند، شقيق فيكتوريا، البالغ من العمر عامين تقريبًا، بعد شهرين من ولادتها، في 18 يونيو 1866، بالتهاب السحايا. لم يتأتى لسيجيسموند الحصول على العلاج الأمثل لأن الطبيب فيجنر وزملاءه ذهبوا مع الجيش إلى الجبهة.

كتبت فيكي، في 19 يونيو، إلى والدتها الملكة فيكتوريا:
«...أتمنى أن أخبرك بكل شيء، إنك بالغة اللطف، يا أمي العزيزة، لدرجة أنك ترغبين في سماع كل شيء عن الأيام الرهيبة الأخيرة، لا أستطيع وصفها. أنا هادئة الآن، من أجل فريتز وأطفالي الصغار. ولكن آه يا لمرارة هذه الكأس...».
اختارت والدة فيكتوريا بعد هذا الحدث، تربية أطفالها الأصغر بنفسها، بدلًا من تركهم في رعاية المعلمين والمربيات كما فعلت مع أطفالها الأكبر سنًا، وهم فيلهلم، وشارلوت، وهنري. باتت فيكتوريا وإخوتها الثلاثة الصغار: فالديمار، وصوفي، ومارغريت، أقرب بكثير إلى والديهم لهذا السبب. توفي فالديمار البالغ من العمر أحد عشر عامًا بالخناق في عام 1879، وقد أدى هذا الحدث المأساوي إلى تقريب الأخوات الثلاثة. عاشت فيكتوريا وإخوتها في مسكنين رئيسيين: القصر الجديد في بوتسدام وقصر ولي العهد في برلين. أصبح فيلهلم الأول وهو جد فيكتوريا، في عام 1871، إمبراطورًا لألمانيا، وأصبح والداها وليًا للعهد وأميرة للقيصرية الألمانية الموحدة. ربّى وليا العهد مع ذلك، أطفالهما بعيدًا عن بلاط برلين، الذي كان يكره فريدرش ويليام وفيكتوريا ومعتقداتهم الليبرالية. أمل الزوجان في غرس هذه المعتقدات في أطفالهما من خلال نظام تعليمي مشابه للنظام الخاص بالأمير ألبرت والد فيكي. استند قدر كبير من رعاية فيكتوريا وتعليمها في مرحلة الطفولة إلى تربية فيكي البريطانية، وكان لدى فيكتوريا وإخوتها الصغار مربيات بريطانيات وذهبوا في العديد من الرحلات لزيارة أسرهم في بريطانيا. نشأت فيكتوريا في بيئة مترابطة، أقل صرامة من البيئة التي نشأ فيها إخوتها الأكبر سنًا، وكانت طفلة نشطة ومتحمسة. حضرت دروس الرقص الأسبوعية واستمتعت بركوب جواد شتلند القزم، الذي أهدتها إياه الملكة فيكتوريا. أحبت أيضًا العمل في الحديقة والطهي، وذهبت إلى مطابخ القصر، بناءً على اقتراح والدتها، لتلقي الدروس، على الرغم من أن الامتيازات التي حظيت بها في نشأتها أوحت بأنها لا تعرف سوى القليل عن أعمال المطبخ.